# Capelli Sport
Capelli Sport ist ein US-amerikanischer Sportartikelhersteller.

## Geschichte
Das Unternehmen wurde im Jahr 2011 als Sportartikelmarke des US-amerikanischen Bekleidungsunternehmens Capelli New York gegründet. Capelli gründete kurz zuvor im US-Staat New York die Cedar Stars Academy Fußballschule, konnte aber für die geringe Anzahl an Spielern zu der Zeit keine Trikots bei einem großen Händler erwerben und startete daher seine Sportmarke selbst.
Capelli Sport stieg als Investor beim 2003 gegründeten Fußball Franchise Harrisburg City Islanders (ab 2017 Penn FC) ein. 2019 stellte das Franchise seinen Betrieb ein.
Seit 1. Juli 2019 hält Capelli Sport einen 76-%-Anteil am HB Køge, wobei man Anteile sowohl am Männer- als auch Frauen Team erwarb. Die Anteile am Frauen Team veräußerte man 2025 an Ballard Capital.
Am 21. Februar 2020 gab man bekannt, Anteile am Inter Allies FC Ghana zu besitzen.
Seit dem 20. Januar 2021 hält Capelli Sport auch 40,1 % der Anteile an der MSV Duisburg GmbH & Co. KGaA.
Außerdem ist oder war man Investor bei mindestens einem griechischen Zweitligisten, bei einem jamaikanischen Erstligisten sowie bei eineren weiteren Fußball Akademie in den USA.
Seit der Saison 2023/24 rüstet Capelli die Sportfreunde Lotte aus.